# SETE Linhas Aéreas
A SETE Linhas Aéreas (Serviços Especiais de Transportes Executivos) foi uma companhia aérea brasileira sediada na cidade de Goiânia - GO, que suspendeu suas operações em 2016 devido a atual situação econômica do país. Sendo as suas principais bases operacionais são o
Aeroporto de Ipameri Aeroporto de Goiânia/Santa Genoveva (onde estão localizados os hangares da empresa), o Aeroporto Internacional de Brasília (DF), o Aeroporto de Palmas (TO), o Aeroporto de Marabá (PA) e o Aeroporto Internacional de Belém/Val de Cans (PA).
A empresa atuava em Goiás, no Distrito Federal, no Tocantins, no nordeste do Mato Grosso, no Pará, no Amapá e no Maranhão, sendo a principal companhia aérea regional das regiões central e centro-norte do Brasil. Em muitas das cidades que são servidas pela companhia, apenas a SETE opera voos regulares.
A SETE era a companhia aérea com maior número de destinos no estado do Tocantins, operando voos diretos a partir de Palmas para Gurupi, Araguaína , Imperatriz, Brasília e Goiânia,  sendo também uma das companhias aéreas mais abrangentes no Pará e em Goiás.
A companhia foi fundada em 1976 pelo Comandante Rolim Amaro, sendo que em 1980 ela foi vendida para o Comandante Luiz Vilella. Nesta época a empresa contava apenas com uma única sala de escritório no Aeroporto Santa Genoveva.
Naquela época, a demanda por serviços de transporte aéreo era pequena, porém crescente. Foi prevendo um futuro aquecimento do mercado que o Comandante Luiz Vilella, juntamente com sua equipe, depositou sua confiança no crescimento da empresa e na expansão da linha de serviços.
No ano de 1985 a empresa adquiriu sua primeira aeronave Turbo-hélice (Mitsubishi). O equipamento veio complementar uma frota que crescia cada vez mais. Em 1995 a empresa construiu um hangar na área sul do Aeroporto Santa Genoveva em Goiânia - GO.
Segundo a Agência Nacional de Aviação Civil do Brasil (ANAC), entre janeiro e dezembro de 2009, Sete tinha 0,01% de participação no mercado doméstico em termos de passageiros / km. Em junho de 2010, a sua quota de mercado foi de 0,02%.

## História

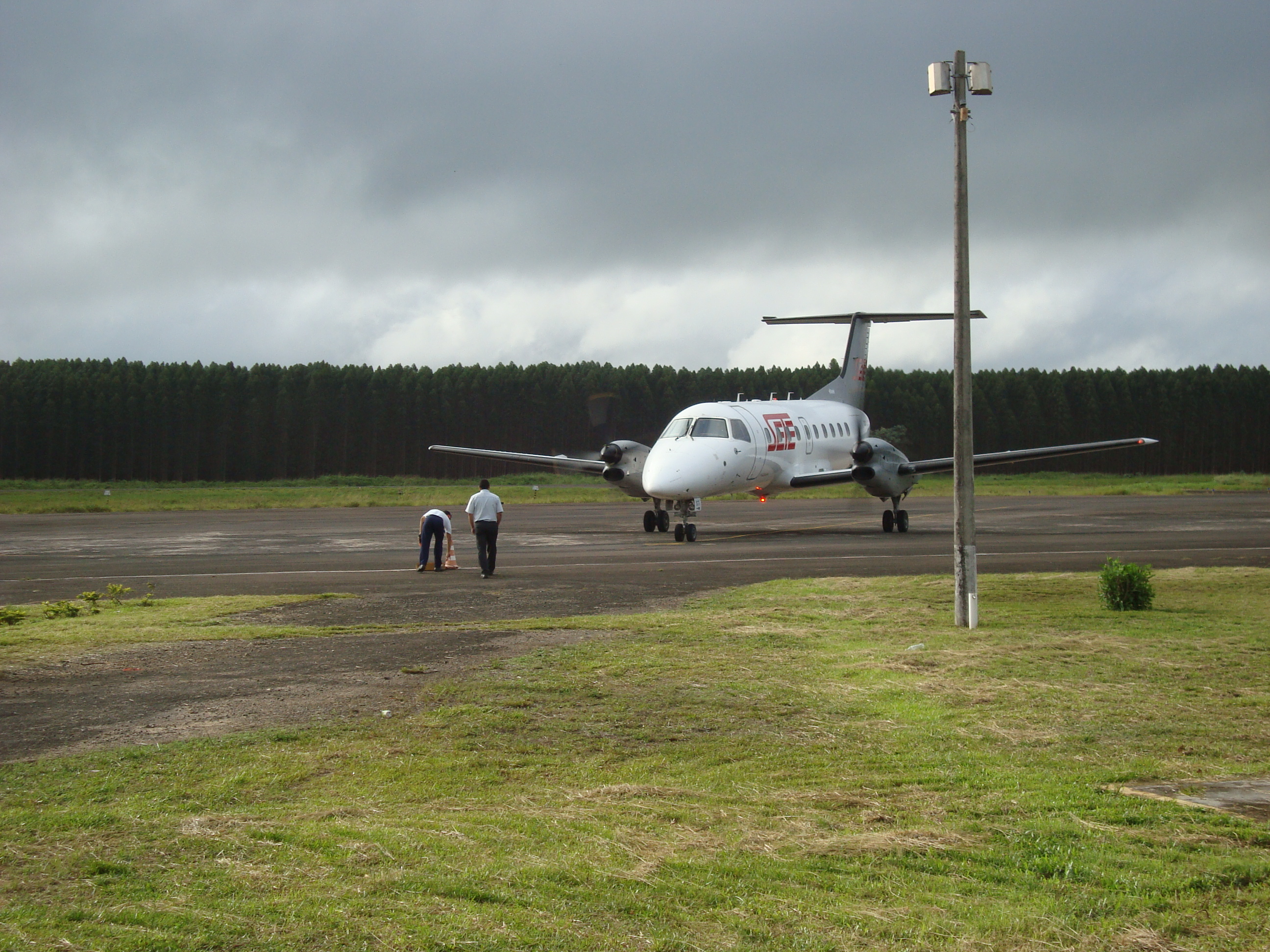
Antigo Embraer EMB 120 da companhia no Aeroporto de Monte Dourado

Em 1998 a Sete recebeu a certificação expedida pelo DAC (Departamento de Aviação Civil) que concedia a homologação para transporte aeromédico, ampliando assim seu leque de atividades dentro do setor e em 1999 a empresa iniciou as operações de Linha Aérea Regular atendendo 8 destinos na região Centro-Oeste, e hoje atende 16 localidades em 5 Estados com previsões de ampliação da malha aérea para 2005.
Com uma área de 55.000m² a empresa possui uma das melhores estruturas físicas em seu segmento. A Sete conta hoje com 3 hangares situados no Aeroporto Santa Genoveva em Goiânia - GO, além de uma sede administrativa no entorno do aeroporto.
No hangar I, localizado na área CENTRAL do aeroporto, está sediada a divisão de manutenção, engenharia e suprimento da Sete.
O hangar II, localizado na área SUL do aeroporto, é destinado a hangaragem e atendimentos de rampa às aeronaves da empresa e terceiros.
O hangar III concluiu suas obras em 2006 e com ele é possível que a Sete adquira aeronaves maiores.
Recentemente a Sete linhas aéreas inaugurou sua nova rota com a nova aéronave Embraer 120 Brasília para 30 Passageiros. O voo sai de Goiânia às 06:15h com destino a Belém, com escalas em Palmas, Araguaína, Marabá e Altamira, e chega em Goiânia de volta às 20:35h. Este voo é de segunda a sexta e teve início no dia 15 de outubro de 2010. 
Em 2014 a companhia se firmou como regional de destaque no elo Centro-Oeste para o Norte do Brasil, firmou a aquisição do seu terceiro EMB-120 que usa o prefixo PR-STZ e marcará a expansão rumo a Cuiabá via Barra do Garças e Rondonópolis. A companhia chegou a efetuar estudos para adentrar ao Piauí, mas acabou optando por iniciar ligações para o Maranhão através de São Luís e Imperatriz.
Em meados de dezembro de 2015 a empresa anunciou que está encerrando suas operações regulares no último dia daquele ano, ficando somente com a operação de táxi aéreo.

## Frota

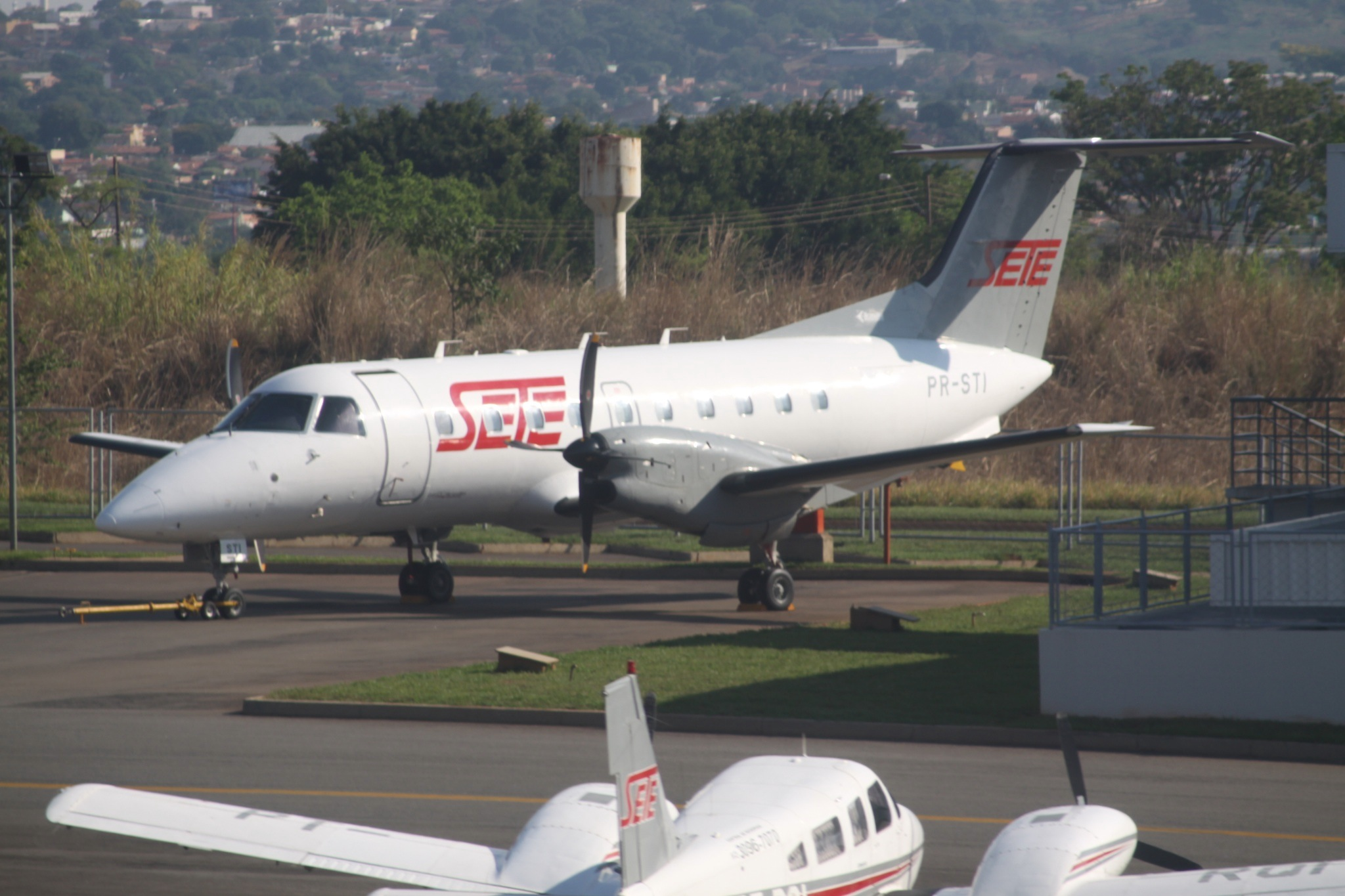
Um Embraer EMB 120 da SETE Linhas Aéreas

| Aeronaves                  | Frota | Pedidos | Passageiros | Anos de Operação                                                            |
| -------------------------- | ----- | ------- | ----------- | --------------------------------------------------------------------------- |
| Embraer EMB 120ER Brasília | 3     |         | 30          | 2010 - presente (ainda em operação)                                         |
| Cessna C208B Grand Caravan | 5     |         | 9           | 1995 - atualmente - Aposentados e substituídos pelos atuais Embraer EMB 120 |
| LET L-410                  | 1     |         | 3           | 2009 - Substituídos pelos atuais Embraer EMB 120                            |

## Embraer EMB-120 Brasília
| Prefixo | Aeronave                 | Serial | Fabricado em | Notas              |
| ------- | ------------------------ | ------ | ------------ | ------------------ |
| PR-STE  | Embraer EMB-120 Brasília | 295    | 1995         | Ex N294UX          |
| PR-STI  | Embraer EMB-120 Brasília | 276    | 1992         | Ex PR-TUH / N212SW |
| PR-STZ  | Embraer EMB-120 Brasília | 285    | 1993         | Ex N216SW          |

## Cessna 208 Caravan
| Prefixo | Aeronave            | Serial | Fabricado em | Notas                            |
| ------- | ------------------- | ------ | ------------ | -------------------------------- |
| PT-MEG  | Cessna 208B Caravan | 0352   | 1993         | Ex-TAM Express                   |
| PT-MEH  | Cessna 208B Caravan | 0354   | 1993         | Voa atualmente na PEC Táxi Aéreo |
| PT-MEI  | Cessna 208B Caravan | 0358   | 1993         | Ex-TAM Linhas Aéreas             |
| PT-MEK  | Cessna 208B Caravan | 0360   | 1993         | Voa atualmente na CTA Táxi Aéreo |
| PT-MEL  | Cessna 208B Caravan | 0361   | 1993         | Ex N1116G                        |